# Epalzeorhynchos munense
Epalzeorhynchos munense — вид прісноводних риб родини коропових. Населяє басейни річок Меконг, Чаопхрая та Меклонг в Індокитаї. Використовують як акваріумну рибу.
За зовнішнім виглядом нагадує зеленого лабео за винятком повністю чорного анального плавця, а також грудних і черевних плавців з чорною облямівкою.

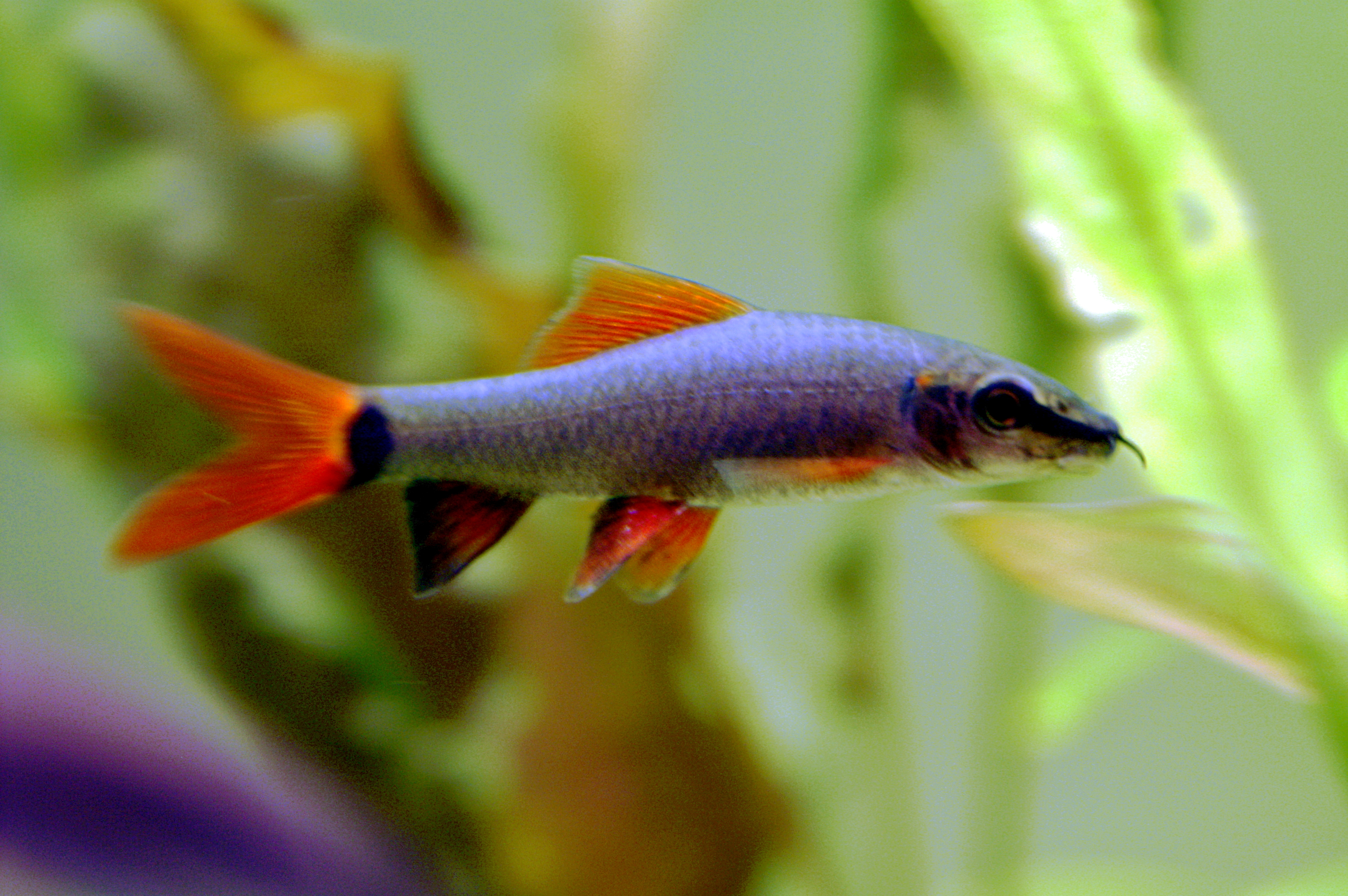
Лабео зелений, візуально аналогічний до Epalzeorhynchos munense

У зв'язку з цим, інколи зустрічається в продажі як зелений лабео.